# Королевская академия (мультсериал)
«Королевская академия» (итал. Regal Academy) — итальянский мультсериал производства компании Rainbow S.r.l., которая создала мультсериал «Клуб Винкс». Мультсериал создавался на протяжении шести лет.

## Сюжет
Роуз —  обычная девочка, увлекающаяся модой на туфли. Однажды, по дороге в школу, она поддаётся соблазну и заходит в обувной магазин, где случайно натыкается на говорящего мышонка. Последний сбегает, обронив волшебный ключ, который Роуз решает оставить у себя. В тот же день она натыкается на странного парня, который аналогичным ключом открывает тайную дверь в стене. Тайком последовав за ним, Роуз попадает в волшебную школу в ином измерении, где живут персонажи различных детских сказок. Там же она встречает свою бабушку Золушку и заводит новых друзей, которые не раз спасут свою академию.

## Персонажи

### Первостепенные герои
- Роуз Золушка — главная героиня мультсериала. Обычная шестнадцатилетняя школьница с Земли, которая попала учиться в Королевскую Академию для отпрысков героев из волшебных сказок в силу своей чрезмерной неуклюжести и детской наивности. Выясняется, что Роуз — внучка первой Золушки. Роуз учится владеть волшебной палочкой для управления Волшебством Тыквы (чаще всего использует эту магию для сотворения различных транспортных средств). Её любимое хобби — шоппинг и чтение сказок, куда всю жизнь мечтала попасть. Обожает туфли. Дракона зовут Тинклес. Встречается с Хоуком Белоснежным.
- Астория Рапунцель — внучка Рапунцель. Так же, как и её бабушка, имеет очень длинные волосы. Астория — ботаник и перфекционистка "до мозга костей". Использует свою магию, чтобы выращивать башни из цветов, а также свои собственные волосы может превращать в прочные лианы. Влюблена в Шона Чудовище.
- Джой Лягушка — внучка короля-лягушонка. Любит насекомых, хотя и забывает, что не все окружающие разделяют её пристрастия. Джой любит подбодрить друзей и поддерживает их идеи, независимо от того, насколько они хороши или плохи. Использует лягушачью магию, чтобы превращать людей (а иногда и саму себя) в лягушек.
- Хоук Белоснежный — внук Белоснежки. Считает себя идеальным принцем среди героев сказок, из-за чего нередко преувеличивает свой героизм. Однако, иногда может проявлять чудеса храбрости среди друзей в плохих ситуациях. Хоук использует снежную магию, чтобы замораживать людей и вещи. Встречается с Роуз Золушкой. Также есть старшая сестра Фала Белоснежная.
- Тревис Чудовище — внук Чудовища. При своём спокойном и непринуждённом характере бывает излишне артистичен. Зачастую все атаки приходятся на него. Когда сердится, то становится настоящим чудовищем, из-за чего не всегда контролирует свою силу. Использует звериную магию, которая позволяет ему повелевать ветров, вплоть до сотворения ураганов. Встречается с Лин-Лин Железный Веер.
- Вики Брумстик — главная антагонистка мультсериала, студентка, которая желает стать окончательным сказочным злодеем. Тем не менее, её планы всегда срываются Роуз, и таким образом, её цель состоит в том, чтобы Роуз была исключена из Королевской Академии. Имя Вики и её сила для сотворения злых чар позволяет предположить, что она состоит в родстве с неизвестной сказочной ведьмой.
- Руби Степсистер — студентка, дружащая с Вики и обычно помогающая ей в её коварных планах (по большей части, та делает основную работу). Влюблена в Хоука, который является ещё одной причиной, чтобы помогать Вики. Сила Руби позволяет ей приводить в порядок вещи. Её фамилия говорит о том, что она в родстве с одной из сводных сестёр Золушки. Была изгнана из академии.
- Сайрус Брумстик — двоюродный брат и друг Вики. Очень ленив и любит вздремнуть, даже во время занятий. Из-за своей лени он обычно принуждается приходить за помощью со схемами к Вики.
- Лин-Лин Железный Веер — внучка принцессы Железный Веер. Лин-Лин росла, стараясь стать идеальным воином и отличной ученицей. Вот почему она ничего не знает о моде, танцах, романтике и остальных вещах, которые обожают все обычные школьницы. Благодаря Роуз смогла исполнить мечту, быть сильным воином и нежной принцессой. Встречается с Тревисом Чудовищем.
- Шон Чудовище — внук Чудовища. Появляется во 2 сезоне. Владеет магией масок, позволяющей создавать любые маски. С детства знает Асторию Рапунцель и влюблён в неё.

### Второстепенные герои
- Директор Золушка — бабушка Роуз и директриса в Королевской Академии. Будучи контролируемой её мачехой и сводными сёстрами, Золушка не боится высказывать свои мысли, став старше и опытнее. Любит шить кружева и платья. Как и её внучка, зачастую увлекается созданием новых дизайнерских направлений в одежде.
- Тренер Чудовище  —дедушка Тревиса. Своенравный учитель физкультуры, который любит кричать на студентов, задавать им экстремальные тренировки. Основной исполнитель дисциплинарных наказаний, когда студенты нарушают правила школы. Но под своей жёсткой внешностью, тренер Чудовище при этом имеет добродушное сердце. Также обучает езде верхом на драконах.
- Профессор Белоснежка — бабушка Хоука. Строгий учитель в Королевской Академии. Находится в ладах с Роуз и её друзьями, несмотря на их запретные приключения. Любит яблоки и имеет всегда на всякий случай лукошко полезных яблок на своём столе. Белоснежка учит студентов этикету, работе в команде и как использовать магические предметы и заклинания.
- Доктор Лягух — дедушка Джой. Профессор зелий в школе. С его постоянным серьёзным взглядом в глазах, он чаще всего кажется всем смешным и нелепым. Доктор Лягух остаётся равнодушным, даже если  что-то происходит не так, и будет дальше продолжать занятие в классе, так как он очень рассеянный.
- Магистр Рапунцель — бабушка Астории. Учитель поэзии и литературы. Из-за того, что она потратила столько времени в башне, магистр Рапунцель всегда взволнованно говорит и ищет многое в своих книгах. Учительница часто теряет контроль над темой разговора и заканчивает его со статуями, картинами и своими собственными волосами.
- Профессор Вольфрам — антропоморфный волк, который всегда безупречно одет и хорошо воспитан. Он учит своих студентов рыцарству и героизму, а его задания постоянно превращаются в приключения. Тем не менее на веселье, иногда происходит и что-то тёмное на его уроках.
- Профессор Белль — профессор искусства в Королевской Академии. Бабушка Тревиса. Она очень добрая, часто имеющая хорошее слово для всех. Профессор Красавица способна видеть положительное даже в плохих, несчастных ситуациях. Преподаватель также может говорить часть целого урока на протяжении долгих часов.
- Фала Белоснежная — старшая сестра Хоука. Появляется во 2 сезоне. Очень добрая, красивая, талантливая, очень любит своего брата и популярна среди парней. Также помогает Роуз и Хоуку сблизится.

## Озвучивание
| Персонаж          | Озвучивание          |
| ----------------- | -------------------- |
| Роуз Золушка      | Ребекка Солер        |
| Астория Рапунцель | Эрика Шредер         |
| Джой Лягушка      | Элисон Ли Розенфельд |
| Хоук Белоснежный  | Билли Боб Томпсон    |
| Вики Брумстик     | Лори Хаймс           |